# New Zealand Open 1976
Il 'New Zealand Open 1975 è stato un torneo di tennis giocato sull'erba.
È stata la 20ª edizione dell'Auckland Open,che fa parte del Commercial Union Assurance Grand Prix 1976. Si è giocato all'ASB Tennis Centre di Auckland in Nuova Zelanda, dal 31 dicembre 1975 al 15 gennaio 1976.

## Campioni

### Singolare
Onny Parun ha battuto in finale  Allan Stone con il punteggio di 7–6, 7–6, 6–3